# Fay Godwin
Fay Godwin (Berlim, 17 de fevereiro de 1931 – Hastings, 27 de maio de 2005) foi uma fotógrafa britânica, conhecida por suas paisagens em preto-e-branco do interior e litoral do Reino Unido.

## Carreira
Godwin fez parte do panorama literário de Londres, onde produziu retratos de dezenas de escritores e figuras literárias significativas, da Inglaterra e de outros países, das décadas de 1970 e 1980. Seus clientes e modelos, normalmente fotografados em suas próprias casas, incluem Kingsley Amis, Philip Larkin, Saul Bellow, Angela Carter, Margaret Drabble, Günter Grass, Ted Hughes, Philip Larkin, Doris Lessing, Edna O'Brien, Salman Rushdie, Jean Rhys, e Tom Stoppard.
Após a publicação de seus primeiros livros—Rebecca the Lurcher (1973) e The Oldest Road: An Exploration of the Ridgeway (1975), este último em co-autoria com J. R. L. Anderson—ela tornou-se uma profícua autora de livros de fotografia. Atuando principalmente na tradição de paisagem, obteve grande sucesso e se tornou o mais conhecido fotógrafo da paisagem do país. Seu trabalho foi informado pelo sentido da crise ecológica nas décadas de 1970 e 1980 na Inglaterra.
Na década de 1990, ela recebeu uma bolsa de estudos do Museu Nacional de Fotografia, Cinema e Televisão (hoje National Media Museum) em Bradford, que influenciou seu trabalho de maneira decisiva, sobretudo quanto ao caráter documentário da fotografia, o emprego da cor e o tema de seu trabalho, que passou a incluir a paisagem urbana.
Ela também começou a fazer close-ups de formas naturais. Uma grande exposição do seu trabalho, organizada pelo Warwick Arts Centre, excursionou de 1995 a 1997. Godwin auto-publicou um pequeno livro em 1999, chamado de Glassworks & Secret Lives, que foi distribuído a partir de uma pequena livraria de Hastings, em East Sussex.

## Prêmios e reconhecimento
Godwin foi tema de um documentário, transmitido em 9 de novembro de 1986 no The South Bank Show.
Em 1990 ela foi premiada com uma honorary fellowship da Royal Photographic Society, e em 2001 teve uma grande retrospectiva exibida no Centro Barbican de Londres.

## Vida pessoal
Godwin nasceu Fay Simmonds, em Berlim, Alemanha, filha de Sidney Simmonds, um diplomata britânico, e de Stella MacLean, uma artista estadunidense.  Em 1961 ela casou-se com o publisher Tony Godwin, e o casal teve dois filhos, Jeremy e Nicholas.
Godwin era menos ativa em seus últimos anos. Em uma entrevista em dezembro de 2004, publicada pela revista Practical Photography, ela culpou a NHS, o sistema público de saúde britânico, dizendo que "eles arruinaram a minha vida, ao usarem drogas com efeitos adversos [sic] que destruiram o meu coração. O resultado é que eu não tenho energia para andar muito."
Ela faleceu em 27 de Maio de 2005, em Hastings, aos 74 anos. Depois de sua morte, a Ramblers' Association, uma organização liderada por Godwin entre 1987 a 1990, descreveu sua presidência como decisiva para a aprovação da Countryside and Rights of Way Act de 2000 e da Land Reform (Scotland) Act de 2003, duas peças de legislação britânicas intimamente ligadas à reforma agrária e à conservação do meio rural
O arquivo de Godwin, incluindo cerca de 11.000 impressões para exposição, todo o conteúdo de seu estúdio e sua correspondência com alguns dos seus clientes, foi doado à Biblioteca Britânica.

## Publicações
- Rebecca the Lurcher. 1973
- The Oldest Road: An Exploration of the Ridgeway. 1975. Colaboração com J.R.L. Anderson.
- Remains of Elmet. Rainbow Press, 1979. Com poemas de Ted Hughes.
  - Remains of Elmet.  Faber and Faber, de 1979. ISBN 9780571278763.
  - Elmet.  Faber and Faber, 1994. Com novos poemas e fotografias.
  - Remains of Elmet.  Faber and Faber, 2011. ISBN 9780571278763.
- Land.  Heinemann, 1985. Colaboração com  John Fowles. ISBN 0434303054.
- Glassworks & Secret Lives.  1999. ISBN 0953454517.
- Landmarks. Stockport: Dewi Lewis, 2002. ISBN 1-899235-73-6. Contém uma introdução de autoria de Simon Armitage, e um ensaio de Roger Taylor.

## Ligações exteriores
- Galeria pesquisável de imagens de Fay Godwin (em inglês)
- Arquivo de Fay Godwin na Biblioteca Britânica
- Site oficial (em inglês)